# Xamanisme
El xamanisme és un conjunt de creences i pràctiques tradicionals centrades en la comunicació amb el món dels esperits. El practicant del xamanisme és conegut com a xaman. Hi ha moltes variants de xamanisme en el món; aquestes són les creences compartides per totes les formes de xamanisme:
- Per als creients del xamanisme, els esperits existeixen i tenen un important paper tant en les vides individuals com en la societat humana.
- El xaman pot comunicar-se amb el món dels esperits.
- Els esperits poden ser bons o roïns.
- El xaman pot tractar malalties causades per esperits malignes.
- El xaman pot emprar tècniques per a induir trànsit per a atènyer un èxtasi visionari.
- L'esperit del xaman pot deixar el cos per a entrar en el món sobrenatural per a cercar-hi respostes.
- El xaman evoca imatges d'animals com guies d'esperits, presagis, i portadors de missatges.

El xamanisme es basa en la premissa que el món visible està dominat per forces o esperits invisibles que afecten les vides dels vivents. A diferència de les religions organitzades com l'animisme, el xamanisme requereix coneixements individualitzats i capacitats especials. Els xamans treballen externament a les religions institucionalitzades i arrelades i, tradicionalment, operen sols. Els xamans poden agrupar-se en associacions, com fan els practicants tàntrics indis.

## Etimologia
| «                                                | La paraula xaman és de fet usada vagament per a quasi qualsevol doctor bruixot salvatge que torna frenètic i té comunicació amb els esperits. En la seua forma original pareix una corrupció del sànscrit «shramana», que indica a un deixeble de Buda i entre els mongols es va convertir en sinònim de màgic. | » |
| — E. Washburn Hopkins, The History of Religions, | |   |

Xaman, es referia originàriament als guaridors tradicionals de les àrees túrquiques-mongoles, com el Nord d'Àsia (Sibèria) i Mongòlia; šamán és la paraula turquesa-tungú per a practicant i significa "el/la que sap". Uns altres acadèmics afirmen que ve directament de l'idioma manxú.
La forma correcta del plural de la paraula és xamans. Xaman és correcte tant per a un xaman masculí com femení.
En l'ús contemporani, xaman ha esdevingut intercanviable amb el terme pejoratiu doctor bruixot. Açò és antropològicament inexacte, i ha suscitat objeccions entre els universitaris i els guaridors tradicionals, que afirmen que el mot ve d'un lloc, d'una gent, i d'una totalitat de pràctiques específiques.

## Funció
Els xamans fan una plètora de funcions segons la societat e què practiquen llurs arts: curació; capitanejar un sacrifici; conservar la tradició amb històries i cançons; vidència; actuar com un psicopomp (en significat literal, «guia d'ànimes»). En algunes cultures, un xaman pot complir diverses funcions en una sola persona.
El nigromant en la mitologia grega pot ser considerat un xaman, puix que el nigromant pot reunir esperits i alçar els morts per a utilitzar-los com a esclaus, soldats i instruments per a l'endevinació.

### Mediador
Els xamans obre com a «mediadors» en la seua cultura. El xaman és vist com un comunicador de la comunitat amb els esperits, incloent-hi els esperits dels morts. En algunes cultures, aquesta funció de mediador del xaman pot ser ben il·lustrada per alguns dels objectes i símbols del xaman. Per exemple, entre els selkups, un informe menciona un ànec marí com un animal-esperit: els ànecs són capaços tant de volar com de cabussar en l'aigua, així es consideren pertanyents tant al món superior com al món inferior. De manera semblant, el xaman i el jaguar són identificats en algunes cultures amazòniques: el jaguar és capaç de moure's lliurement en la terra, en l'aigua i enfilant-se en arbres (com l'ànima del xaman). En algunes cultures siberianes, són algunes espècies d'aus aquàtiques les que estan relacionades amb el xaman d'una manera semblant, i hom creu que el xaman en pren la forma.
«L'arbre xamànic» és una imatge trobada en diverses cultures (yakutos, dolganos, evenkis), celtes, com un símbol de mediació. L'arbre és vist com un ésser les arrels del qual pertanyen al món inferior; el seu tronc pertany al mig, món habitat per humans; i la seua copa es relaciona amb el món superior.

### Diverses menes de xaman
En algunes cultures pot haver-hi més tipus de xamans, que realitzen funcions més especialitzades. Per exemple, entre el poble nanai, un tipus diferent de xaman fa de psicopomp. Altres xamans especialitzats poden ser distingits segons el tipus d'esperits, o regnes del món dels esperits, amb els quals el xaman interacciona més comunament. Aquests papers varien entre els xamans nenets, enets i selkup (article; en línia). Entre els Huichol, hi ha dues categories de xaman. Açò demostra les diferències entre els xamans dins d'una mateixa tribu.

### Aspecte ecològic
En els boscos tropicals, els recursos per al consum humà són fàcilment esgotables. En algunes cultures dels boscos tropicals, com els tucan, hi ha un sistema complex per a la gestió dels recursos, i per a evitar-ne l'esgotament a causa de la sobreexplotació. Aquest sistema està conceptualitzat en un context mitològic, involucrant simbolisme i, en alguns casos, la creença que la ruptura de les restriccions de caça pot causar malalties. Com a principal mestre de simbolisme tribal, el xaman pot fer un paper principal en aquesta gestió ecològica, restringint activament la caça i la pesca. El xaman és capaç de «fer eixir» els animals de caça (o les seues ànimes) dels seus domicilis ocults
. El xaman ha de negociar amb un ésser mitològic per les ànimes dels animals de caça. No sols els tucans, sinó també alguns altres indígenes de boscos tropicals tenen aquestes preocupacions ecològiques relacionades amb el seu xamanisme, per exemple els piaroa. A més dels tucans i els piaroa, també molts grups esquimalés pensen que el xaman és capaç de fen venir ànimes d'animals de caça provinents de llocs llunyans; o emprendre un viatge de l'ànima per a provar la sort en la cacera, p. ej. demanant animals de caça als sers mitològics (Dona del mar).

## Concepte d'ànima i esperits
La plètora de funcions descrites en la secció de damunt poden parèixer tasques prou distintes, però alguns conceptes subjacents importants els unixen.

### Concepte d'ànima
En alguns casos, en algunes cultures, el concepte d'ànima pot explicar més els fenòmens aparentment no relacionats:
Curació
pot estar basada estretament en els conceptes de l'ànima del sistema de creences de les persones servides pel xaman (en línia). Pot consistir en la recuperació de l'ànima perduda de la persona malalta.
Escassetat d'animals caçats
pot resoldre's «traient» les ànimes dels animals de les seues ocultes domicilis. A banda d'açò, molts tabúés poden prescriure el comportament de la gent cap als animals de caça, de manera que les ànimes dels animals no s'assenten enutjades o dolgudes, o l'ànima satisfeta de les preses ja mortes poden dir als altres, encara animals vius, que poden deixar-se encalçar i morir. L'aspecte ecològic de la pràctica xamanística (i les creences relacionades) ja ha estat mencionat més amunt en l'article.
Infertilitat de les dones
pot curar-se obtenint l'ànima del xiquet que s'espera que nasca.

### Esperits
També les creences relacionades amb els esperits poden explicar molts diferents fenòmens. Per exemple, la importància de narrar històries, o actuar com un cantant, pot entendre's millor si examinem el sistema de creences sencer: una persona que és capaç de memoritzar textos o cançons llargues (i tocar un instrument) pot considerar-se com que ha aconseguit aquesta capacitat a través del contacte amb els esperits (per exemple entre el poble Khanty).

## Coneixement

### Enfocaments cognitiu, semiòtic i hermenèutic
Com s'ha mencionat, un enfocament (discutit) explica l'etimologia de la paraula «xaman» significant «un que sap». Realment, el xaman és una persona experta a mantenir junts els múltiples codis a través dels quals aquest complex sistema de creences apareix, i té una visió de conjunt d'ell en la seua ment amb certesa de coneixement. El xaman usa (i el públic entén) múltiples codis. El xaman expressa significats de moltes maneres: verbalment, musicalment, artísticament i en ball. Els significats poden manifestar-se en objectes, com amulets.
El xaman coneix bé la cultura de la seua comunitat, i actua en conseqüència. Així, el seu públic coneix els símbols usats i els significats — açò és pel que el xamanisme pot ser eficient: la gent en el públic confia en això. Aquests sistemes de creences poden parèixer per als seus membres amb certesa de coneixement — açò explica l'etimologia descrita més amunt per a la paraula «xaman».

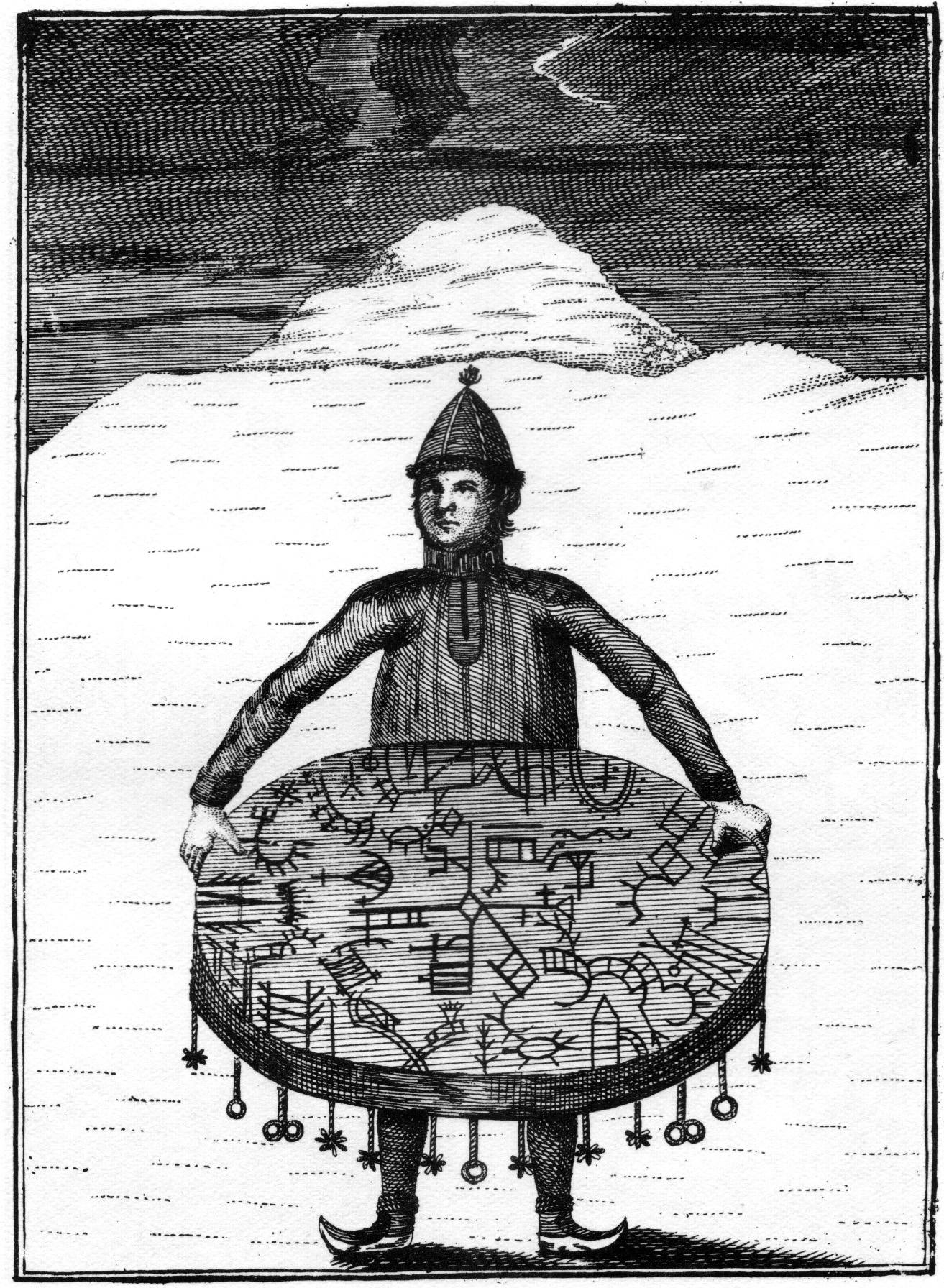
Xaman sami amb el seu tambor.

Hi ha enfocaments teòrics semiòtics cap al xamanisme, («etnosemiotica»). Els símbols en el vestit del xaman i el tambor poden referir-se a animals (com a esperits ajudants), o al rang del xaman. Hi havia també exemples de «símbols mútuament oposats», distingint xamans «blancs» practicant de dia contactant amb esperits celestes, i xamans «negres» practicant de nit contactant amb esperits malignes per a mals propòsits.
Sèries d'aquests símbols oposats es referien a una visió del món darrere d'ells. Anàlogament a la manera que la gramàtica ordena les paraules per a expressar significats i expressar un món, també açò va formar un mapa cognitiu. La tradició del xaman està arrelada en el folklore de la comunitat, que proporciona un «mapa mental mitològic». Juha Pentikäinen usa el concepte «gramàtica de la ment». Enllaçant amb un exemple sami, Kathleen Osgood Dana escriu:
| « | Juha Pentikäinen, en la seua introducció al xamanisme i l'ecologia del nord, explica com el tambor sami encarna les visions del món sami. Ell considera el xamanisme com una "gramàtica de la ment" (10), perquè els xamans necessiten ser experts en el folklore de les seues cultures (11) | » |

.
Alguns enfocaments es referixen a l'hermenèutica, «etnohermenéutica», encunyada i introduïda per Armin Geertz. El terme pot ser extens: Hoppál inclou no sols la interpretació de textos orals o escrits, sinó la dels «textos visuals també (incloent-hi moviments, gestos i rituals més complexos, i cerimònies celebrades per exemple per xamans)». Açò pot no sols revelar les visions animistes que s'amaguen darrere del xamanisme, sinó també expressar la seua rellevància per al món recent, on els problemes ecològics fan els paradigmes sobre l'equilibri i la protecció vàlids.

### Enfocaments ecològics, teoria de sistemes
Altres treballs de camp usen conceptes de la teoria de sistemes i consideracions ecològiques per a entendre la tradició del xaman. Els indígenes desdesana i tucanos han desenrotllat un sofisticat simbolisme i conceptes d'«energia» fluint entre la gent i els animals en camins cíclics. Gerardo Reichel-Dolmatoff relaciona aquests conceptes amb els canvis en com la ciència moderna (teoria de sistemes, ecologia, alguns nous enfocaments en antropologia i arqueologia) tracta la causalitat d'una manera menys lineal. També suggerix una cooperació de la ciència moderna i la tradició indígena (en línia).

### Altres observacions
Segons Vladimir Basilov i la seua obra Chosen By the Spirits, un xaman ha d'estar en les millors condicions saludables per a realitzar les seues funcions al màxim. La creença del xaman és més popular per a la gent situada a l'Àsia central i Kazakhstan. Les tradicions del xamanisme estan també presents en les regions de tadjiks i uzbeks. Els cossos dels xamans han d'estar formats per un tipus fort, algú tenint una complexió petita seria apartat de seguida. L'edat és un requisit també, sens dubte tindre més de cinquanta anys desqualificaria a aquells que volen estar involucrats a servir als esperits. Els xamans són sempre del més alt intel·lecte i se'ls mira des d'una perspectiva diferent, tenen una forma que els fa ràpids amb els seus peus i amb malalties curaran a aquells necessitats.
Una de les qualitats més significatives i rellevants que separen un xaman d'altres líders espirituals són les seues comunicacions amb el món sobrenatural. Ja a principis de segle l'auto-hipnosi era molt considerada per aquells que rendien culte. Una altra característica del xaman és el talent per a trobar objectes i descobrir lladres, impressionant a aquells de la seua tribu i a aquells altres també al voltant per a presenciar-ho. La creença en els esperits o el sobrenatural és el que atrau aquells que creuen en el xaman. Aquells que tenen fills malalts o estan dèbils de salut ells mateixos és el que els porta a les curacions espirituals del xaman. Encara que els xamans encara existixen, la població està sens dubte disminuint.

## Carrera

### Iniciació i aprenentatge
En les cultures xamàniques del món, el xaman té un paper de rector; no obstant això, hi ha una diferència essencial entre els dos, com Joseph Campbell descriu:
| «              | El rector és el membre socialment iniciat i cerimonialment induït d'una organització religiosa reconeguda, on manté un cert rang i fa d'arrendatari d'un càrrec que va ser ocupat per altres abans d'ell, mentre que el xaman és u, que com a conseqüència d'una crisi psicològica personal, ha adquirit un cert poder per si mateix. | » |
| — 1969, p. 231 | |   |

Un xaman pot ser iniciat a través d'una malaltia greu, sent aconseguit per un rellamp i somiant amb un tro per a convertir-se en un Heyoka, o per una experiència pròxima a la mort (p. ex., el xaman Ant Negre), o un pot seguir una «crida» per a convertir-se en xaman. Hi ha normalment un conjunt d'imatgeria cultural que s'espera que s'experimente durant la iniciació xamànica sense importar el mètode d'inducció. Segons Mircea Eliade, aquesta imatgeria sovint inclou ser transportat al món dels esperits i interaccionar amb sers que habiten el món distant dels esperits, trobar un guia espiritual, ser devorat per algun ser i aparéixer transformat, o ser «desmuntat» i «tornat a muntar» de nou, sovint amb amulets implantats com ara vidres màgics. La imatgeria de la iniciació generalment parla de transformació i dels poders atorgats per a transcendir la mort i el renaixement.
En algunes societats xamàniques es considera que els poders són heretats, mentre que en altres llocs del món es considera que el xaman ha estat «cridat» i requerix un entrenament llarg. Entre els chukchis siberians un pot comportar-se de maneres que els clínics biomèdics «occidentals» caracteritzarien tal vegada com a psicòtic, però que els pobles siberians poden interpretar-ho com una possessió per un esperit que demanda que un assumisca la vocació xamànica. Entre els tapirape sud-americans, els xamans són cridats en els seus sons. En altres societats el xaman tria la seua carrera. A Amèrica del Nord, els pobles de les Nacions Originàries buscarien la comunió amb els esperits a través d'una «busca de visió»; mentre que els shuar sud-americans, buscant el poder per a defendre la seua família contra els enemics, aprenen ells mateixos per a aconseguir ser un xaman. Així mateix els urarina de l'Amazònia peruana tenen un elaborat sistema cosmològic basat en el consum ritual de ayahuasca. Junt amb els impulsos mil·lenaris, el xamanisme ayahuasca dels urarina és una de les característiques clau d'aquesta societat poc documentada.
Suposadament també poden observar-se «tradicions» xamàniques habituals entre els pobles indígenes kuna de Panamà, que confien en poders xamànics i talismans sagrats per a curar. Per això, gaudixen d'una posició popular entre els pobles locals.
Nota:
Alguns pensen que la tradició lakota (que inclou l'Heyoka i l'Ant Negre, mencionats més amunt) no és realment xamànica. Hi ha una gran diferència entre la cultura lakota i les cultures xamàniques. En moltes cultures xamàniques sud-americanes hi ha ús de substàncies psicoactives (peiot, matamosques, psilocibina, etc.) En la cultura lakota el dolor es fa servir sovint en compte de plantes psicoactives. Mentre que un xaman siberià usaria matamosques, un xaman lakota faria una dansa del Sol. Els xamans lakota tenen algun prejuí contra l'ús de plantes psicoactives. La majoria de cultures xamàniques usen sons repetitius per a entrar en l'estat xamànic en compte d'usar plantes psicoactives o el dolor.

### Malaltia xamànica
La malaltia xamànica, també anomenada crisi iniciàtica xamanística, és una crisi psicoespiritual, normalment involuntària, o un ritu de pas, observat entre aquells que es convertixen en xaman. L'episodi sovint marca l'inici d'un episodi de confusió o comportament inquietant limitat en el temps on l'iniciat xamànic pot cantar o ballar d'una manera poc convencional, o tindre l'experiència de ser «pertorbat per esperits». Els símptomes no es consideren normalment com a signes de malaltia mental per intèrprets de la cultura xamànica; més aïna, són interpretats com a senyals indicadors introductoris per a l'individu que se suposa que prendrà el càrrec de xaman (Lukoff et. al, 1992). Les similituds d'alguns símptomes de la malaltia xamànica al procés kundaliní han estat sovint apuntades http://www.kundalini-teacher.com/awakening/shamn.html. El paper significatiu de les malalties iniciàtiques en la crida d'un xaman pot trobar-se en el detallat historial de Chuonnasuan, l'últim mestre xaman entre els pobles tungus del nord-est de la Xina.

## Pràctica
En les cultures xamàniques, els bruixots tenen un paper semblant al dels sacerdots, encara que amb una diferència essencial: 
| «                 | El sacerdot és el membre social iniciat, instal·lat cerimonialment en una organització religiosa reconeguda, on du a terme certes funcions com l'encarregat d'una oficina que va ser manejada per altres abans que ell, mentre que el xaman reconegut com a conseqüència d'una crisi psicològica personal, perquè ha guanyat cert ascendent entre els seus. | » |
| — Joseph Campbell | |   |

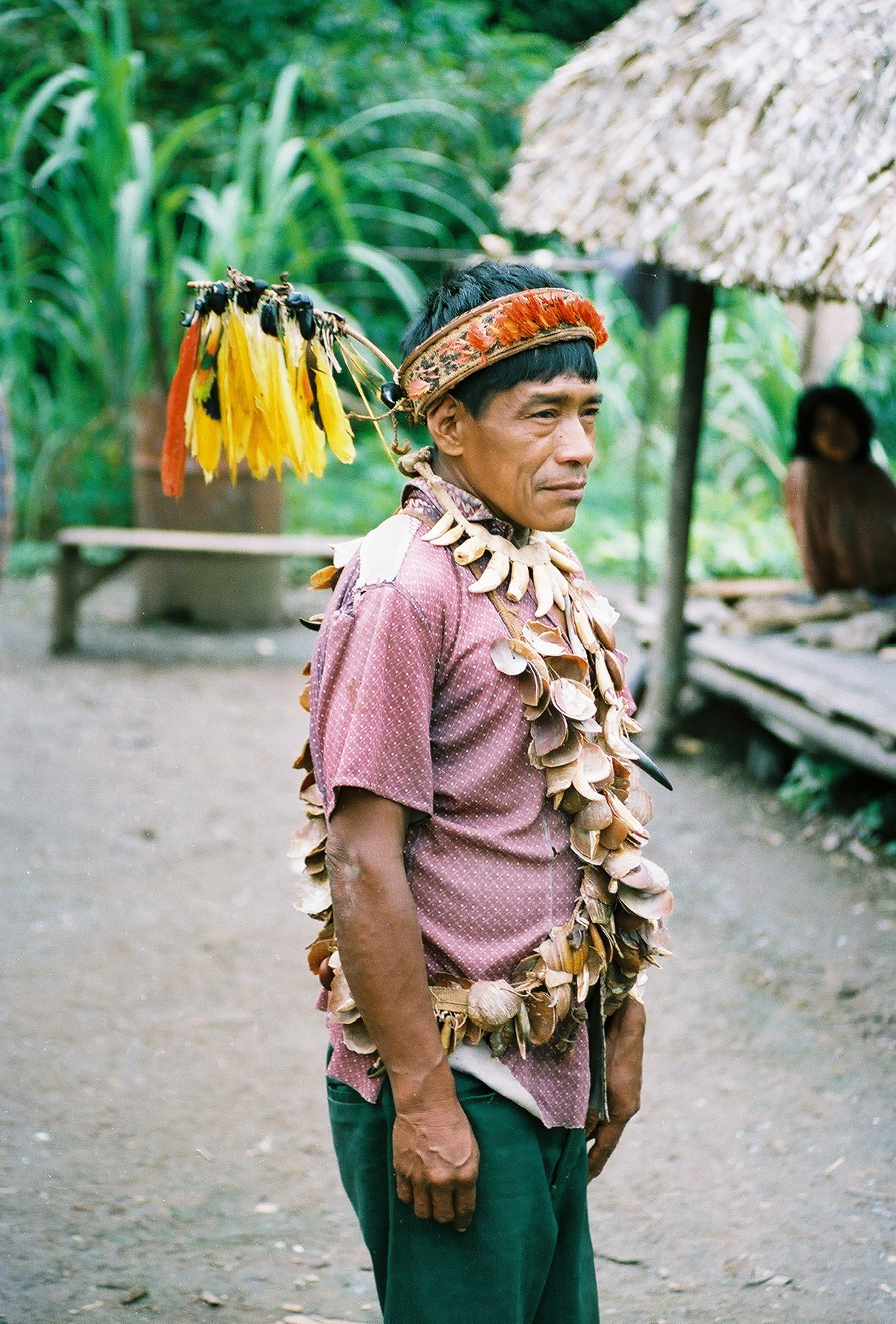
Xaman urarina

Un xaman es pot iniciar a causa d'una malaltia greu, perquè ha somiat amb un llamp o un tro, o per una experiència pròxima a la mort, o bé perquè se sent cridat a ser-ho. Hi ha tot un bagatge d'imatges culturals per a experimentar en la iniciació, sense importar el mètode d'inducció. Segons Mircea Eliade, tals imatges inclouen sovint el viatge al món dels esperits i el coneixement dels sers que ho habiten, trobant una guia espiritual, per a emergir transformat, a vegades amb amulets implantats, com a vidres màgics. Les imatges de la iniciació parlen generalment de la transformació i dels poders concedits per a superar la mort i renàixer.
En algunes societats es considera que els poders xamànics són hereditaris, mentre que en altres han de ser "cridats" i necessiten un llarg entrenament. Entre els Chukchis siberians un pot comportar-se de forma tal que un metge "occidental" potser caracteritzaria com a psicòpata, però que els siberians interpreten com la prova de la possessió per un esperit, que exigeix al possés que assumisca la seua vocació de xaman. Entre els Tapirapes sud-americans els xamans són cridats en els seus sons. En altres societats trien lliurement la seua carrera. En Amèrica del nord, busquen la comunió amb els esperits a través d'una visió, mentre que el shuar sud-americà, busca el poder de defendre la seua família contra enemics aprenent d'altres xamans. L'urarina de l'Amazònia peruana té un elaborat sistema, afirmat en la consumició ritual de ayahuasca. Junt amb impulsos mil·lenaris, el xamanisme de l'ayahuasca dels urarinas és una característica dominant d'aquesta societat, mal documentada.
Aquestes suposades tradicions xamàniques també es poden observar entre els indígenes kuna de Panamà, que confien en poders i talismans sagrats per a curar. Els xamans gaudixen d'una posició privilegiada entre la gent local.

### Creences subjacents a la pràctica
El xaman juga el paper de curandero en les societats xamàniques; els xamans adquirixen coneixement i podent travessar l'axis mundi i portar coneixement dels cels. Inclús en les societats occidentals, aquesta antiga pràctica de curació està referenciada per l'ús del caduceu com el símbol de la medicina. Sovint el xaman té, o adquirix, una o més entitats familiars ajudants en el món dels esperits; aquestes són sovint esperits en forma d'animal, esperits de plantes medicinals, o (a vegades) aquelles dels xamans difunts. En moltes societats xamàniques, la màgia, la força màgica i el coneixement són tots denotats per una paraula, com el terme quítxua «yachay».
Encara que es considera que les causes de malaltia es troben en el món espiritual, sent afectectadas per esperits maliciosos o bruixeria, s'utilitzen tant mètodes espirituals com físics per a curar. Comunament, un xaman «entra en el cos» del pacient per a fer front a l'esperit que posa malalt al pacient, i capellà el pacient desterrant l'esperit infecciós. Molts xamans tenen coneixement expert de la vida de les plantes en la seua àrea, i sovint es recepta un règim d'herbes com a tractament. En molts llocs els xamans afirmen aprendre directament de les plantes, i ser capaços d'aprofitar els seus efectes i propietats curatives només després d'obtenir permís del seu esperit permanent o patró. A Amèrica del Sud, els esperits individuals són cridats amb el cant de cançons crides icaros; abans que un esperit puga ser cridat l'esperit ha d'ensenyar al xaman la seua cançó. L'ús d'elements totèmics com a roques és comú; es creu que aquests elements tenen poders especials i un esperit viu. Aquestes pràctiques són suposadament molt antigues; al voltant del 368 aC, Plató va escriure en el Fedro que «les primeres profecies van ser les paraules d'un roure», i que tots els que van viure en eixa època van trobar prou gratificant «escoltar a un roure o a una pedra, mentre diguera la veritat».
La creença en la bruixeria és freqüent en moltes societats xamàniques. Algunes societats distingixen els xamans que curen dels fetillers que fan mal; altres creuen que tots els xamans tenen el poder tant de curar com de matar; és a dir, en algunes societats també es pensa que els xamans són capaços de fer mal. El xaman normalment gaudix d'un gran poder i prestigi en la comunitat, i és cèlebre pels seus poders i coneixements; però també poden ser sospitosos de fer mal a altres i, per tant, són temuts.
Per dedicar-se a aquest treball, el xaman s'exposa a un risc personal significatiu, del món dels esperits, de qualsevol xaman enemic, així com dels mitjans utilitzats per a canviar el seu estat de consciència. Certs materials de les plantes usats poden ser mortals, i la fallada de tornar d'un viatge extracorpori pot portar a la mort física. Els enxisos s'usen sovint per a protegir-se d'aquests perills, i l'ús de plantes més perilloses està molt normalment ritualizat.

### Mètodes
Generalment, el xaman travessa l'axis mundi i entra en el món dels esperits duent a terme una transició de consciència, entrant en un tràngol extàtic, bé autohipnóticament o bé a través de l'ús d'enteogens. Els mètodes utilitzats són diversos, i s'usen sovint junts. Alguns dels mètodes per a dur a terme aquests tràngols:
- Tabac (millora la concentració, però no és un psicotròpic)
- Tocar el tambor
- Ballar
- Cantar
- Escoltar música
- Icaros / Cançons de medicina
- Vetlles
- Dejuni
- Cabana de sudació
- Cerques de visió
- Mariri
- Lluita amb espasa / Forja d'espases
- Plantes "potents" o "mestres" usades com a encens o consumides per a curar o aconseguir estats alterats (per favor faça una investigació molt rigorosa abans d'usar-les, i considere sempre usar-les amb orientació d'una persona amb experiència):
  - Bolets psicodèlics - Al·ludits eufemísticament com a xiquets sants pels xamans massatecs com María Savina.
  - Cànnabis
  - Cactus de San Pedro - cridat així per Sant Pere, guardià i posseïdor de les claus de les portes del cel, pels pobles andins; Nom en quítxua: Huachuma
  - Peyote
  - Ayahuasca - En quítxua significa “soga dels morts”; també crida yage
  - Cedre
  - Datura
  - Belladonna
  - Amanita papamosques gris
  - Iboga
  - Gloria del matí
  - Pasto dolç
  - Sàlvia
  - Salvia divinorum - a vegades anomenada Sàlvia dels endevinadors

Els xamans sovint complixen restriccions alimentàries o costums particulars de la seua tradició. A vegades aquestes restriccions són més que només culturals. Per exemple, la dieta seguida pels xamans i aprenents abans de participar en una cerimònia ayahuasca inclou aliments rics en triptòfan (un precursor biosintètic de la serotonina) així com evita aliments rics en tiramina, que poden induir crisi hipertensivas si s'ingerixen amb inhibidors de monoamino oxidasa com es troba en els beuratges d'ayahuasca.

### Música, cançons
Just com el xamanisme mateix, la música i les cançons relacionades amb ell en diverses cultures són diverses, lluny de ser semblants. En algunes cultures i en diversos casos, algunes cançons relacionades amb el xamanisme tenten d'imitar també els sons naturals, a vegades amb onmatopeies.
No cal dir, en diverses cultures, la imitació de sons naturals pot tenir unes altres funcions, no necessàriament relacionades amb el xamanisme: objectius pràctics com atraure animals en la caça; o entreteniment (katajjaqs dels esquimalés).

## Faramalla

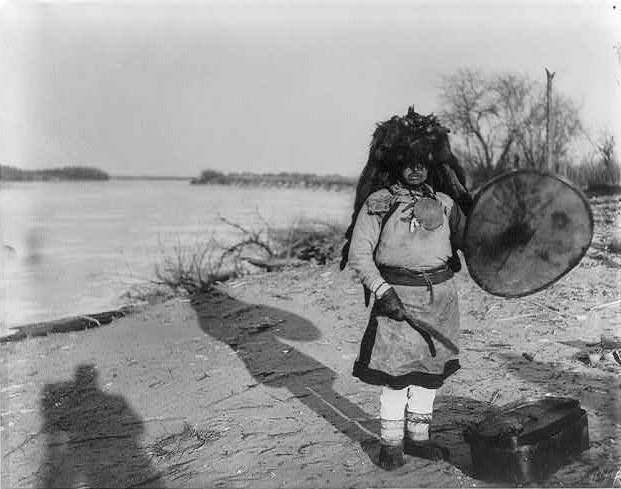
Rector xaman gold en els seus vestiduras

Com s'ha mencionat més amunt, les cultures qualificades de xamàniques pot ser molt diferents. Per tant, els xamans poden tindre diversos tipus de faramalla.

### Tambor
El tambor és usat pels xamans d'uns quants pobles de Sibèria; el mateix aplica per a molts grups esquimals, encara que pot no tenir un ús xamànic entre els esquimals del Canadà.
El redoblament del tambor permet al xaman aconseguir un estat alterat de consciència o fer un viatge. El tambor és per exemple referit com, «"cavall" o "pont de l'arc iris" entre els mons físic i espiritual». El viatge mencionat és un on el xaman establix una connexió amb un o dos dels mons dels esperits. Amb el redoblament del tambor venen efectes neurofisiològics. Molta fascinació rodeja al paper que l'acústica del tambor juga en el xaman. Els tambors dels xamans siberians són generalment construïts amb una pell d'animal estirada sobre un cércol de fusta corbat, amb una ansa creuant el cércol.
Hi ha dos mons diferents, el superior i l'inferior. En el món superior, imatges com «pujar una muntanya, arbre, penya-segat, arc iris o escala; ascendir al cel amb el fum; volar en un animal, estora, o netejar i trobar un mestre o guia», són típicament vistes. El món inferior consta d'imatges que inclouen, «entrar en la terra a través d'una cova, buidar una soca d'arbre, un toll, un túnel, o un tub». Sent capaç de relacionar-se amb un món diferent en un estat alterat i conscient, el xaman pot llavors intercanviar informació entre el món on ell viu i el que ha viatjat.

### Ploma d'àguila
Aquestes plomes s'han vist usant-se com un tipus de bisturí espiritual.

### Sonall
Trobat generalment entre els pobles sud-americans i africans. També usat en cerimònies entre els navahos i de manera tradicional en les seues benediccions i cerimònies.

### Gong
Sovint trobat entre els pobles del Sud-est Asiàtic i Extrem Orient.

### Didgeridoo i toc-toc
Trobat principalment entre els diferents pobles aborígens d'Austràlia.

### Gènere i sexualitat
Mentre que algunes cultures han tingut nombre més gran de xamans hòmens, altres com les cultures coreanes natives han tingut una preferència per les dones. L'evidència arqueològica recent suggerix que els primers xamans coneguts—datats en l'era del Paleolític Superior en el qual és hui la República Txeca—eren dones.
En algunes societats, els xamans mostren una identitat de dos esperits, adoptant la vestimenta, els atributs, el rol o funció del sexe oposat, la fluïdesa del gènere i/o l'orientació sexual cap a persones del mateix sexe. Aquesta pràctica és comuna, i es troba entre els chukchis, els dayaks del mar, els patagons, els Maputxes, els arapahos, els xeienes, els navahos, els pawnee, els lakota, i els utes, així com en moltes altres tribus natives americanes. En efecte, aquests xamans de dos esperits van estar tan estesos com per a suggerir un origen molt antic de la pràctica. Veja, per exemple, el mapa de Joseph Campbell en el seu The Historical Atles of World Mythology [Vol I: The Way of the Animal Powers: Part 2: pg 174] Es creu que aquests xamans de dos esperits són especialment poderosos, i el xamanisme tan important per a les poblacions ancestrals que pot haver contribuït al manteniment dels gens dels individus transgènere en poblacions de reproducció durant el temps evolucionario a través del mecanisme de «selecció de parentiu.» [veja el capítol final de "Sociobiology: The New Synthesis" d'E. O. Wilson] Són molt respectats i buscats en les seues tribus, ja que portaran un alt estatus als seus companys.
La dualitat i la bisexualitat també es troben en els xamans del poble dogàs de Mali (Àfrica). Es poden trobar referències sobre açò en diversos treballs de Malidoma Somé, un escriptor que va nàixer i va ser iniciat allí.

## Posició
En algunes cultures, la frontera entre el xaman i la persona laica no és nítida:
| « | Entre els barasana, no hi ha diferència absoluta entre aquells hòmens reconeguts com a xamans i aquells que no ho són. Al nivell més davall, la majoria d'hòmens adults tenen algunes capacitats com a xamans i duran a terme algunes de les mateixes funcions d'aquells hòmens que tenen una àmplia reputació pels seus poders i coneixement. | » |

La diferència és que el xaman coneix més mites'i entén millor el seu significat, però la majoria dels hòmens adults també coneixen molts mites.
Quelcom semblant pot observar-se entre alguns pobles esquimals. Moltes persones laiques han sentit experiències que són normalment atribuïdes als xamans d'eixos grups esquimals: l'experimentació de sons desperts, l'ensomni o el tràngol no estan restringits als xamans. És el control sobre els esperits ajudants el que és principalment característic dels xamans, la gent laica usa amulets, enxisos, fórmules i cançons. A Groenlàndia entre alguns esquimals, hi ha persones laiques que poden tindre la capacitat de tindre relacions més pròximes que altres amb éssers del sistema de creences. Aquestes gents són xamans aprenents que no van aconseguir dur a terme el seu procés d'aprenentatge.
L'ajudant d'un xaman oroqen (cridat jardalanin, o «segon esperit») sap moltes coses sobre les creences associades: ell/ella li acompanya en els rituals i interpreta el comportament del xaman. A pesar d'açò, el jardalanin no és un xaman. Pel seu rol interpretatiu i d'acompanyament, seria fins i tot inoportú entrar en tràngol.
La manera com els xamans obtenen suport i prenen part en la vida quotidiana varia entre cultures. En molts grups esquimals, proporcionen servicis per a la comunitat i obtenen un «pagament vençut» (algunes cultures creuen que el pagament se li dona als esperits ajudants), però aquests béns són només «afegits benvinguts». No són suficients per a permetre fer de xaman com una activitat a temps complet. Els xamans viuen com qualsevol altre membre del grup, com a caçador o ama de casa.

## Història

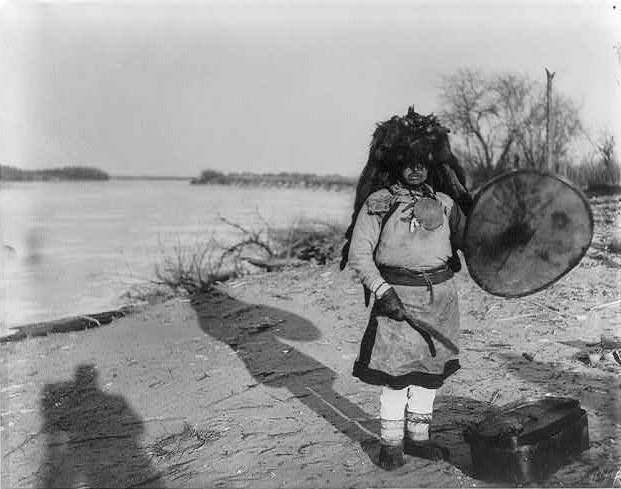
Xaman nord-americà, 1897.

El xamanisme és considerat per alguns com l'antecedent de totes les religions organitzades, ja que va nàixer abans del Neolític. Alguns dels seus aspectes es mantenen en el fons d'aquestes religions, generalment en les seues pràctiques místicas'i simbòliques. El paganisme grec estava influït pel xamanisme, com es reflectix en les històries de Tàntal, Prometeu, Medea i Calipso entre d'altres, així com en els misteris, com els d'Eleusis. Algunes de les pràctiques xamàniques de la religió grega van ser copiades més avant per la religió romana.
Les pràctiques xamàniques de moltes cultures van ser marginades amb la propagació del monoteisme en Europa i l'Orient Mitjà. A Europa, va començar al voltant de l'any 400, quan l'Església Catòlica va aconseguir la primacia sobre les religions grega i romana. Els temples van ser destruïts sistemàticament i les cerimònies proscrites o apropiades. La caça de bruixes va poder haver estat l'última persecució per a acabar amb el romanent del xamanisme europeu.
La repressió va continuar amb la influència catòlica en la colonització espanyola. En el Carib, i Amèrica Central i del Sud, els sacerdots catòlics seguien els passos dels conquistadorés i eren l'instrument de destrucció de les tradicions locals, denunciant els seus practicants com "representants del diable" i executant-los. En Amèrica del nord, els puritans anglesos van realitzar campanyes periòdiques contra individus percebuts com a bruixots. Més recentment, atacs contra participants en pràctiques xamàniques han estat duts a terme per missioners cristians en països del Tercer Món. En la dècada de 1970, alguns missioners van desfigurar petroglifs històrics en l'Amazones. Una història semblant de destrucció es pot comptar entre budistes i els xamans, per exemple, a Mongòlia
Hui, el xamanisme sobreviu sobretot en pobles indígenes. La seua pràctica continua en les tundres, les selves, els deserts i altres àrees rurals, i també en ciutats, pobles, suburbis, i aldees de tot el món. Està especialment estès en Àfrica, i també en Suramérica, on hi ha el cridat "xamanisme mestís".

## Variacions geogràfiques

### Europa
Encara que el xamanisme tenia una gran tradició en Europa abans de l'arribada del monoteisme, va romandre com una religió organitzada i tradicional només en Mari-El i Udmurtia, dues províncies semiautónomes de Rússia la població de la qual era majoritàriament finesa i hongaresa.
Una resta del xamanisme a Europa podria ser la bruixeria, exercida sobretot per dones, que ajudaven en la curació o procuraven els desitjos dels seus veïns per mitjà d'herbes i conjurs. Perseguides a partir del segle xvi sobretot en Alemanya i acusades de pactar amb el diable i realitzar aquelarres'o sabbat, i de causar mal d'ull, van ser culpades de totes les malalties que es produïen, des de la pesta a la mort de xiquets, i cremades vives. La persecució va acabar en el segle xviii, amb l'arribada de la Il·lustració.

### Àsia
Encara es practica en algunes zones, encara que en molts altres casos el xamanisme ja estava en decadència al començament del segle xx

#### Sibèria
És un centre de xamanisme, habitat per pobles molt diversos. Moltes de les fonts etnogràfiques han estat arreplegades entre les seues gents.
Molts grups de caçadors i criadors de rens van practicar el xamanisme com a tradició viva també en època moderna, especialment els que han viscut aïllats fins a temps recents com els naganasan.
Quan la República Popular Xina es va crear en 1949 i la frontera amb la Sibèria russa va ser segellada formalment, van quedar confinats grups de nòmades de tungusos que practicaven el xamanisme en Manxúria i Mongòlia. L'últim Xaman conegut del Oroqen, Chuonnasuan (Meng Jin Fu), va morir a l'octubre del 2000.

#### Corea
El xamanisme encara es practica a Corea del Sud, on el paper del xaman ho representen dones anomenades mudang, mentre que els escassos barons són coneguts com a baksoo mudang. Ambdós solen ser membres de classes baixes.
El títol pot ser hereditari o deure's a una capacitat natural. En la societat contemporània se'ls consulta per a prendre decisions com ara financeres i maritals.
L'ús que les mudang i els baksoo mudang fan de l'amanita Papamosques gris era una pràctica tradicional que es creia suprimida des de la dinastia Choseon. Un altre bolet (extremadament verinós) va ser rebatejat com al bolet del xaman, "무당버섯". Els xamans coreans són coneguts també per utilitzar aranyes. Mantenen els vestits de colors, les danses, els tambors i les armes rituals característiques.

#### Altres àrees asiàtiques
Hi ha una gran influència xamànica en la religió de Bön de l'Àsia central, i en el budisme tibetà; el budisme va arribar a ser popular entre els xamans tibetans, mongols, i manxús a principis del segle viii. Les formes rituals xamàniques van impregnar el budisme tibetà, i es van institucionalitzar com a religió d'estat sota les dinasties xineses Yuan i Qing. Un element comú entre ambdues religions és la consecució de la realització espiritual, que s'aconsegueix ocasionalment mitjançant substàncies psicodèliques. De totes maneres, la cultura xamànica encara la van practicar diversos grups ètnics a àrees del Nepal i al nord de l'Índia, on no es considera extint actualment, i fins i tot hi ha gent que tem les malediccions dels xamans.
Al Tibet, l'escola de Nyingma en particular, mantenia la tradició tàntrica de casar els seus sacerdots, coneguts com a Ngakpas (homes) o Ngakmas/mos (dones). El Ngakpas s'ocupava d'alliberar les aldees de dimonis o malalties, creant amulets protectors, realitzant els ritus oportuns, etc. Eren menyspreats per la jerarquia dels monestirs, que, com a moltes institucions religioses convencionals, desitjaven preservar les seues pròpies tradicions, a vegades a costa d'altres: depenien de la liberalitat de mecenes que els ajudessin. Aquesta situació va conduir sovint a un xoc entre els pobles de caràcter xamànic amb cultura Ngakpa i el sistema monàstic més conservador.
També es practica a les illes de Ryukyu (Okinawa), on es coneixen els xamans com nuru, i en algunes altres àrees rurals del Japó. Molts coreans encara creuen que el sintoisme és el resultat de la transformació del xamanisme en religió de l'estat.

### Àfrica
El desenvolupament dels cultes tribals a Àfrica, com a tantes parts del món, està adscrit moltes vegades, si no a un bruixot o xaman de la tribu, a una classe sacerdotal que adquirix particular desenvolupament com a institució. En moltes comunitats es donen sacerdots de diferent categoria i especialitat que cal estudiar en dos grups clàssics: 
- Els sacerdots oficials de la comunitat o del grup, adscrits als temples i responsables del culte comunitari: el temple té un estatus de persona jurídica, molt semblant al dels països occidentals; pot tindre possessions, terres i fins i tot servitud o esclaus que constituïxen la seua dependència. Entre les funcions oficials dels sacerdots es compten ritus de guerra i sacrificis oferts a divinitats marcials. La missió més important dels sacerdots va radicar, abans de la penetració blanca, en l'administració de la justícia. Als Estats més tradicionals solen utilitzar-se procediments judicials, com ara les ordalies que consistixen en una beguda verinosa preparada ad hoc; si l'acusat suporta la prova, la seua innocència queda proclamada. Com la preparació i dosificació del beuratge és tasca del cos sacerdotal, es comprèn que en depenga absolutament la sort dels acusats. Les ordalies judicials constituïxen, perquè un importantíssim instrument de poder en mans dels sacerdots i a vegades dels caps o reiés al servici del qual estan.
- Els que exerciten lliurement les seues pràctiques, incloent-hi fetillers, bruixots i endevins, que actuen a sol·licitud particular: es dedicaven preferentment a la terapèutica i a les profecies, i empren per als seus tractaments un autèntic ritual de xaman.[77]

A més d'aquests xamans, a l'Àfrica occidental hi ha la figura del djeli, un bard cantant i músic ambulant, que és el dipositari de les tradicions orals, i a vegades l'única font que guarda els esdeveniments històrics. És una figura que roman a Mali, Gàmbia, Guinea i el Senegal, entre els pobles manen, fula, wòlof, peul, serer entre d'altres.

### Amèrica
El "bruixot" americà té creences religioses diverses. Encara que moltes de les cultures tenen curadors, ritualistes, cantaires, místics i oradors cap d'ells no s'ajusta exactament a la definició de xaman.
Moltes d'aquestes religions indígenes han estat falsificades bastament pels observadors i els antropòlegs, prenent aspectes superficials i fins i tot totalment erronis que eren presos com "més autèntics" que els relats dels membres d'aquelles cultures. Es contribuïx a l'error en pensar que les religions americanes són quelcom que va existir només al passat, i que es poden obviar les opinions de les comunitats natives.

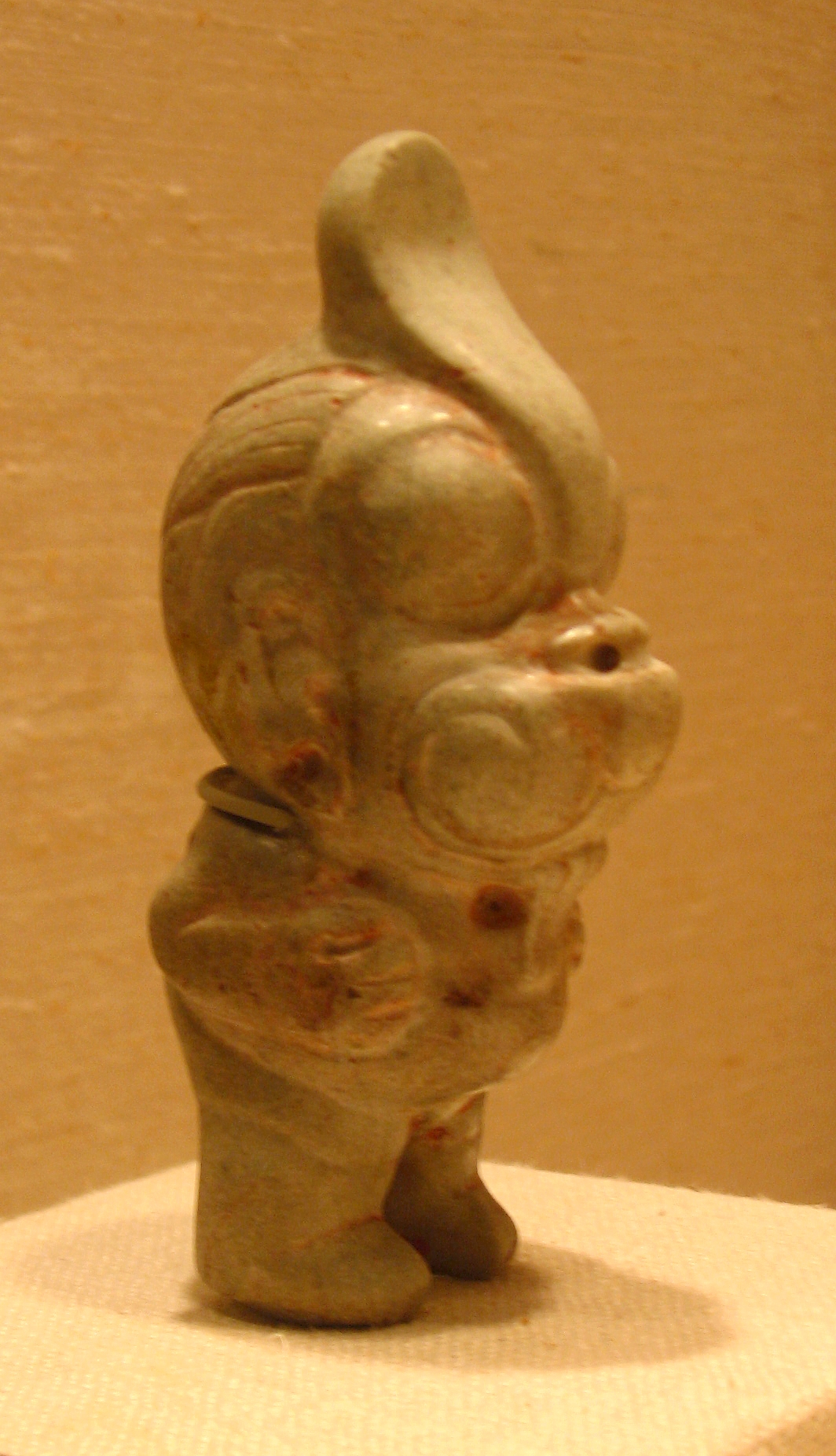
Transformació en àguila d'un xaman olmeca.
(segles X a VI a. C.)

 No totes les comunitats indígenes tenen individus amb un paper específic de mediador amb el món dels esperits en nom de la seua comunitat. Entre les que tenen aquesta estructura religiosa, mètodes espirituals i creences poden tindre algunes similituds, encara que moltes d'aquestes concordances són a causa de les relacions entre nacions de la mateixa regió o que les polítiques governamentals postcolonials van mesclar nacions independents en les mateixes reserves. Açò pot fer la impressió que hi ha més uniformitat entre creences de la que realment van existir a l'antiguitat.
Entre la gent maputxe d'Amèrica del Sud, servix a la comunitat com a xaman una dona, anomenada curandero, que realitza cerimònies i prepara herbes per a curar malalties, expulsar dimonis i influenciar sobre el temps i la collita.
A l'immens territori compartit per l'Argentina (nord-est), el Brasil (estat del Paranà) i el Paraguai (est); prop de la confluència dels rius Iguazú i Paranà habiten els mbyá (hòmens de la muntanya o de la selva) que és una ètnia guaraní. Els seus metges-xamans es denominen caraí opy´guá (senyor de l'opi o recinte cerimonial). Són avançats curadors físics i espirituals. Els seus rituals de sanació de vegades són massius amb la confluència dels xamans de moltes comunitats regionals.
A l'Amazònia peruana i a les regions costaneres del nord del país, els xamans es coneixen com a curanderos. A més de l'ús dels cactus de Sant Pere (Trichocereus pachanoi) per a l'endevinació i la diagnosi, els curanderos de la costa nord són coneguts a tota la regió pels seus altars curatius, anomenats taules. Sharon (1993) defén que les taules simbolitzen la ideologia dual entre la pràctica i l'experiència del xamanisme.
Els hòmens medicina navajos, coneguts com a "Hatalii", utilitzen diversos mètodes per a diagnosticar les malalties del pacient. Usen ferramentes especials com ara roques cristal·lines, i habilitats com ara tràngols, acompanyats a vegades de càntics. L'Hatalii selecciona un cant específic per a cada tipus de malaltia. Els curadors navajos han de ser capaços de realitzar correctament la cerimònia de començament a fi, ja que en cas contrari no produirà efecte. L'entrenament d'un Hatalii és llarg i difícil, quasi com un sacerdoci. L'aprenent aprén observant el seu mestre, memoritzant les paraules de tots els càntics. De vegades, un home medicina no pot aprendre totes les cerimònies tradicionals, de manera que pot optar per especialitzar-se en unes poques.
A Mèxic és rellevant la supervivència d'elements i rituals de tipus magicoreligiós dels antics grups indígenes, no sols en els indígenes actuals sinó en els mestissos i blancs que conformen la societat mexicana rural i urbana.
En les llegendes de la Terra del Foc, el xon té habilitats sobrenaturals, per exemple pot controlar el temps.

## Crítiques al terme «Xaman»
Certs antropòlegs, com Alicia Kehoe, rebutgen el terme modern pel que implica d'apropiació cultural. Es referixen a les formes occidentals modernes de xamanisme, que no sols falsifiquen i diluïxen les pràctiques indígenes genuïnes, sinó que ho fan de tal forma que reforcen idees racistes, com ara la del bon salvatge.
Kehoe és molt crítica amb el treball de Mircea Eliade. Eliade, sent historiador més aïna que antropòleg, papes havia realitzat cap treball de camp ni havia tingut contacte directe amb els xamans o les cultures que practiquen xamanisme. Segons Kehoe, el xamanisme d'Eliade és una invenció sintetitzada d'unes quantes fonts sense suport de cap investigació directa. Opina que el que aquest i altres estudiosos definixen com propi del xamanisme, els tràngols, càntics, comunicació amb els esperits, curacions, són pràctiques que existixen en cultures no xamániques com en alguns rituals judeocristians. Segons la seua opinió, són propis de diverses cultures que els utilitzen, i no es poden englobar en una religió general anomenada xamanisme. Pel mateix, rebutja que el xamanisme siga una antiga religió supervivent del Paleolític.
Hoppál també discutix si el terme xamanisme és apropiat. Recomana usar "xamanitat per a marcar la diversitat i les característiques específiques de les cultures discutides. Aquest és un terme usat en vells informes etnogràfics, tant russos com alemanys, de principis del segle xx. Creu que aquest terme és menys general i permet marcar diferències locals.

## Neoxamanisme
El moviment New Age s'ha apropiat d'algunes idees del xamanisme, així com de creences i pràctiques de les religions d'Orient i de diferents cultures indígenes. Com amb altres apropiacions, els seguidors originals d'aquestes tradicions en condemnen l'ús, considerant-ho mal après, superficialment entès i mal aplicat.
Hi ha un esforç en alguns cercles ocultistes i esotèrics per a reinventar el xamanisme en una forma moderna, partint de la base d'un sistema de creences i de pràctiques sintetitzades per Michael Harner a partir de diverses religions indígenes. Harner ha fet front a moltes crítiques per creure que parts de diverses religions es poden traure de context per a formar una certa forma de tradició xamànica universal. Alguns d'aquests neoxamans també se centren en l'ús ritual d'enteògens, així com en la màgia del caos. Al·leguen que es basen en tradicions investigades (o imaginades) de l'Europa antiga, on creuen que moltes pràctiques i sistemes místics van ser suprimits per l'església cristiana.
Alguns d'aquests practicants expressen el seu desig d'utilitzar un sistema que es base sobre les seues pròpies tradicions ancestrals. Alguns antropòlegs han discutit l'impacte de tal neoxamanisme en les tradicions americanes indígenes, ja que aquests practicants xamànics no es criden a si mateixos xamans, sinó que usen noms específics derivats de les velles tradicions europees; el völva (baró) o el seidkona (dona) de les sagues són un exemple.

## Films
- Quantum Men (Carlos Serrano Azcona) Spain 2011
- Other Worlds (Jan Kounen) France 2004
- Bells From the Deep (Werner Herzog) Germany 1993
- The Mad Masters (Jean Rouch) France 1955
- Au pays des mages noirs (Jean Rouch) France 1947